# WordNet

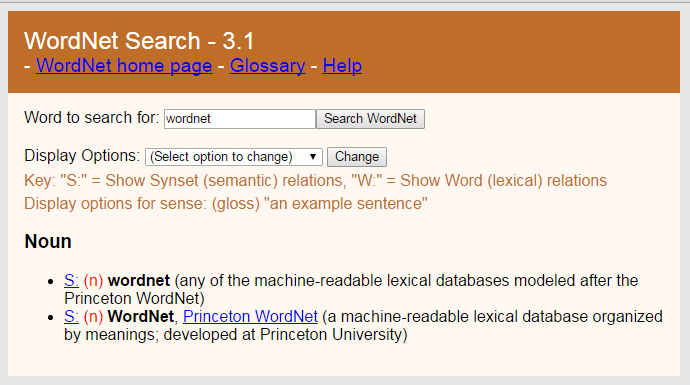

Das WordNet ist ein seit 1985 am Cognitive Science Laboratory der Princeton University entwickeltes lexikalisch-semantisches Netz der englischen Sprache.
WordNet besteht aus einer Datenbank, die semantische und lexikalische Beziehungen zwischen den Wörtern enthält.
Diese sind nach psycholinguistischen Erkenntnissen entworfen, da das WordNet ursprünglich entwickelt wurde, um natürlichsprachliche Texte für Computer verständlich zu machen.
Die Datenbank, die frei durchsuchbar und mitsamt Software kostenlos verfügbar ist, wird auch für andere Zwecke eingesetzt.
Das zum WordNet analoge deutschsprachige GermaNet ist im Gegensatz zu diesem nicht frei verfügbar. Daher bietet sich alternativ die Verwendung von WordNet-Übersetzungen an, die beispielsweise in der multilingualen Datenbank BabelNet vorhanden sind. OpenThesaurus ist ein ähnliches Projekt, das jedoch etwas bescheidener in der Zielsetzung ist (als Thesaurus für eine Textverarbeitung; nur istEin-Relation; Synonym-Gruppen werden ausgewiesen). Allerdings ist OpenThesaurus unter einer freien Lizenz verfügbar.
Mit der Open-de-WordNet initiative gibt es seit Anfang 2017 jedoch eine Initiative, die „Multilingual Open Wordnet Initiative“ um eine deutsche Komponente zu erweitern.